# Erythrodiplax attenuata
Erythrodiplax attenuata ist eine Libellenart aus der Unterfamilie Sympetrinae. Sie wurde 1889 durch Kirby beschrieben. Seit Borrors Revision der Gattung wird sie der Attenuata-Gruppe zugeordnet. Die Art ist hauptsächlich im Amazonasgebiet verbreitet. Ebenso kommt sie aber in den südlichen Teilen Kolumbiens und entlang einiger südlicher Zuflüsse des Amazonas vor.

## Merkmale
Der bei beiden Geschlechtern Männchen zwischen 18,0 und 22,5 Millimeter lange Hinterleib (Abdomen) ist, wie auch das restliche Tier, schwarz und gelb gemustert. Der Thorax ist bei jungen Tieren noch gelblich und nur in Ausnahmefällen leicht grünlich bis rötlich. Zur gelben Grundfarbe gesellen sich auf dem Rücken sowie am Ansatz der Beine schwarze Flecken, die sich mit wachsendem Alter zusehends ausbreiten. Es kann sogar vorkommen, dass, bis auf wenige verbleibende gelbe Punkte, der gesamte Thorax schwarz wird. Die Stirn ist metallisch blau, mit zwei gelblich bis gelblich braunen Flecken am Ansatz der Fühler. Die Mundwerkzeuge sind gelb. Die Hinterflügel sind bei den männlichen Tieren zwischen 20,0 und 26,0 Millimeter; bei den weiblichen zwischen 20,5 und 27,5 Millimeter lang und besitzen ein bis zu 3,0 Millimeter großes Flügelmal (Pterostigma). Bei der Musterung der Flügel treten vier verschiedene Typen auf. Die mit Abstand am häufigsten vorkommende Form besteht nur aus einem kleinen Fleck an der Basis des Flügels. In der zweiten Ausprägung, die nur beim Weibchen zu beobachten ist, kommen dazu noch einige relativ große, diffuse postnodale Flecken. Die dritte und vierte Musterung tritt nur bei adulten Tieren auf. Bei der dritten ist der basale Fleck größer und es ergibt sich aus den postnodalen Flecken ein Band. Bei der vierten Möglichkeit ergibt sich im Vorderflügel wiederum ein Band, während der Hinterflügel nun von der Basis bis zwei Zellreihen vor dem Flügelmal bräunlich schwarz eingefärbt ist.

## Ähnliche Arten
Der Art besonders ähnlich ist Erythrodiplax venusta. Neben den Unterschieden in der Penisstruktur ist aber vor allem die Farbgebung beziehungsweise Musterung unterschiedlich. So sind bei E. venusta, insbesondere bei jungen Individuen, die Kontraste wesentlich schwächer ausgeprägt. Speziell in den helleren Regionen geht die Farbgebung bei E. venusta eher ins grünliche, während sie in den dunkleren Regionen ins braune abgleitet. Des Weiteren sind die Flecke auf den Seiten des Hinterleibes der Weibchen bei E. attenuata deutlich schärfer begrenzt.